# شهرک حسین‌آباد
شهرک حسین‌آباد یا گرون روستایی در دهستان جلگه چاه هاشم بخش جلگه چاه هاشم شهرستان دلگان استان سیستان و بلوچستان ایران است.

## جمعیت
بر پایه سرشماری عمومی نفوس و مسکن در سال ۱۳۹۵ جمعیت این روستا ۱٬۴۴۷ نفر (۳۰۹خانوار) بوده‌است.